# Penarol Atlético Clube
Il Penarol Atlético Clube, noto anche semplicemente come Penarol, è una società calcistica brasiliana con sede nella città di Itacoatiara, nello stato dell'Amazonas.

## Storia
Il club è stato fondato l'8 agosto 1947 da Luiz Calheiros Gama, Marcos Esteves, Sebastião Mestrinho, Simões Sales de Souza, Laureano Seixas e Antônio Gesta Filho. Il Penarol ha vinto il Campionato Amazonense nel 2010 e nel 2011. Il club ha partecipato al Campeonato Brasileiro Série D nel 2011.

## Palmarès

### Competizioni statali
- Campionato Amazonense: 3

2010, 2011, 2020